# Stazione di Brennero
La stazione di Brennero (in tedesco Bahnhof Brenner) è una stazione ferroviaria internazionale, di trasmissione tra la rete ferroviaria italiana e austriaca, che si trova nel comune del Brennero sull'omonimo passo presso il confine con l'Austria da cui dista soli 300 m.

## Posizione
La stazione di Brennero è la stazione ferroviaria della rete ferroviaria nazionale gestita da RFI, più settentrionale d'Italia e, trovandosi a 1371 metri s.l.m., è anche la stazione più alta d'Italia tra quelle delle linee a scartamento ordinario gestiste da RFI (considerando anche le linee a scartamento ridotto è la seconda più alta dopo la stazione di San Nicola-Silvana Mansio posta a 1406 m s.l.m.). Questo tratto ristretto e montano dell’Alta Valle Isarco, incassato tra ripidi versanti alpini, offre poco spazio per l’insediamento del piccolo paese di passo, e risulta in gran parte occupato da infrastrutture di trasporto: la stazione ferroviaria, l’autostrada del Brennero (A22 lato italiano / A13 lato austriaco) e la strada statale SS 12 (in Austria B182).
La stazione si trova quasi interamente nel territorio del comune di Brennero, in Alto Adige. Tuttavia, in questa zona la frontiera italiana supera lo spartiacque alpino, e una piccola parte dell’area settentrionale della stazione ricade nel comune tirolese di Gries am Brenner, cioè in territorio austriaco.

## Storia

### Contea del Tirolo
La stazione ferroviaria, progettata da Wilhelm von Flattich, fu inaugurata il 25 luglio 1867 insieme all’intero tratto della ferrovia del Brennero tra Innsbruck e Bolzano. Presso l’area della stazione, un busto in bronzo ricorda l’ingegnere progettista dell’opera, Carl von Etzel. Originariamente la stazione aveva un ruolo relativamente secondario, ma nel 1888 fu ampliata per la prima volta a causa dell’alto numero di passeggeri sulla nuova tratta. L’arrivo della ferrovia aprì una nuova era per il paese: confermò il Passo del Brennero, che già dai tempi dell’antica Roma costituiva un importante valico transalpino, come principale passo montano per viaggiatori e mercanti. Inoltre, la ferrovia permise un movimento più efficiente delle truppe dell’Impero austriaco, al fine di garantire il controllo delle sue regioni meridionali, corrispondenti agli odierni Veneto e Lombardia.

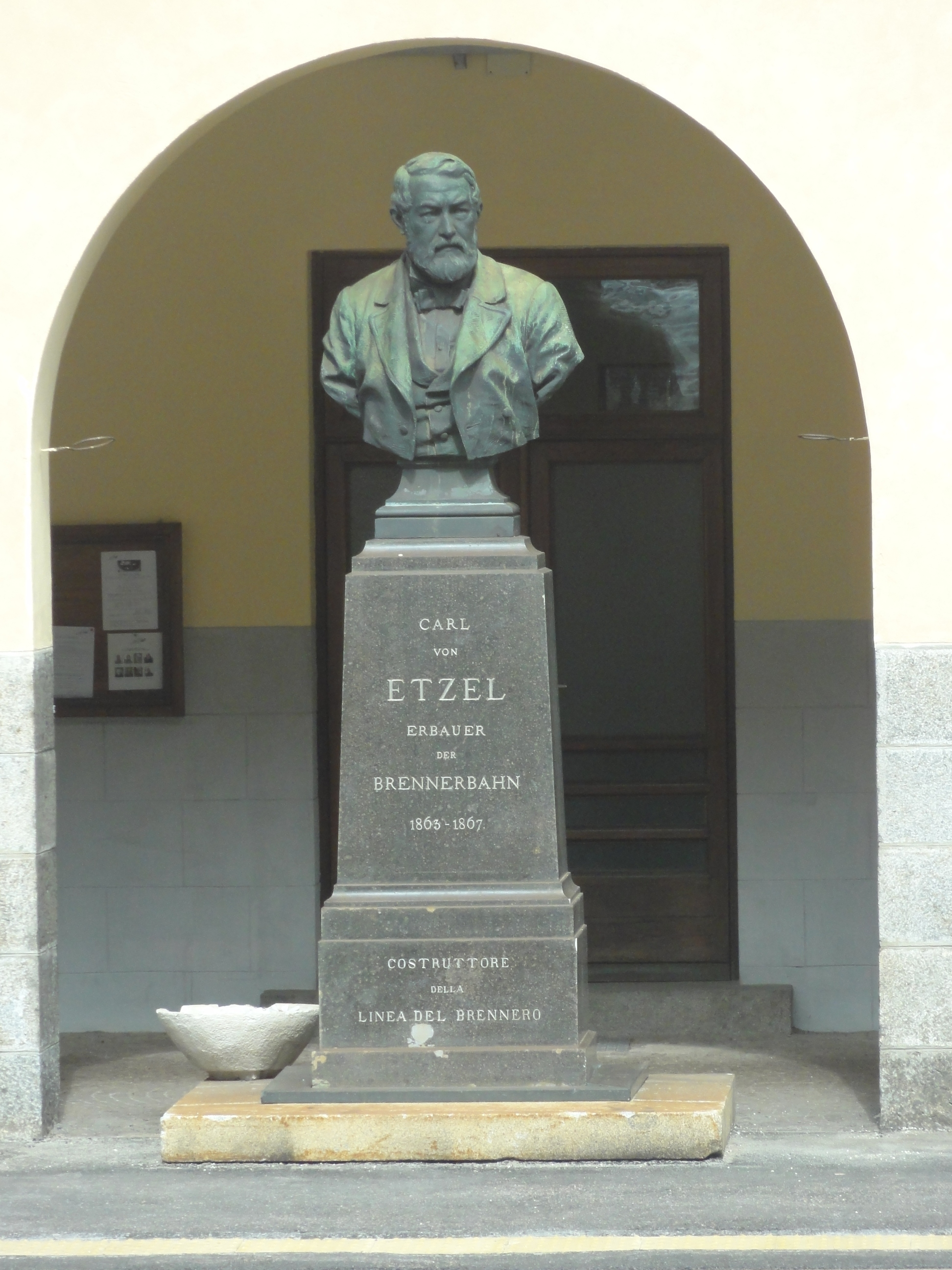
Busto di Carl von Etzel alla stazione ferroviaria

### Trasferimento all'Italia
Il 26 aprile 1915, il Patto di Londra promise all’Italia il territorio a sud del Passo del Brennero (oggi noto come Alto Adige), a condizione che il paese cambiasse schieramento per sostenere le potenze dell’Intesa contro le Potenze Centrali guidate dagli imperi tedesco e austro-ungarico.
Il 10 novembre 1918, in seguito alla richiesta di armistizio da parte dell’Impero tedesco, le truppe italiane avanzarono dal Veneto e giunsero al Brennero. Il Trattato di Saint-Germain-en-Laye fu firmato con l’Austria il 10 settembre 1919. In base a tale trattato, il nuovo confine tra l’Italia e l’Austria fu spostato fino al Brennero.
I tratti di linea Innsbruck–Brennero e Verona–Brennero furono da allora gestiti da due diverse amministrazioni, che si trovavano in rapporti ostili tra loro. Negli anni Venti, le Ferrovie dello Stato italiane attuarono i primi interventi di ampliamento, ma, a causa della limitata disponibilità di spazio, diverse funzioni della stazione di confine furono trasferite alle stazioni di Innsbruck e Fortezza. Nel 1928 il tratto austriaco della ferrovia del Brennero fu elettrificato con corrente alternata monofase (15 kV, 16⅔ Hz), mentre nel 1929 il tratto italiano fu elettrificato con corrente trifase (3,6 kV, 16⅔ Hz). Solo nel 1934 fu concesso alle Ferrovie federali austriache di estendere le loro linee elettriche dal Brennero fino in territorio italiano, fino alla stazione di confine; fino a quel momento, sul lato austriaco si era dovuto ricorrere all’uso di locomotive a vapore per gli ultimi metri fino al passo. Nel 1930 fu completata una nuova costruzione del fabbricato viaggiatori. L’architetto incaricato fu Angiolo Mazzoni, a cui, in linea con l’ideologia fascista, fu affidata la progettazione di un complesso che doveva presentare una “tipica forma italiana”. Già nel 1933, Mazzoni ricevette l’incarico di un’ulteriore espansione della stazione. L’intervento portò alla realizzazione di un marciapiede centrale tra due binari di transito, che permise l’arrivo dei treni austriaci alimentati a corrente alternata e offrì spazio, in un nuovo edificio, alla dogana e ad altri uffici. L’inaugurazione dell’ampliamento ebbe luogo nel 1937.
Il 18 marzo, il 4 ottobre 1940 e il 2 giugno 1941 la stazione del Brennero attirò l’attenzione dell’opinione pubblica internazionale: in queste occasioni si incontrarono i due dittatori Adolf Hitler e Benito Mussolini per consultazioni nel contesto della Seconda guerra mondiale. Il 21 marzo 1945 la stazione subì un pesante bombardamento alleato.
La ricostruzione richiese alcuni anni; solo nel 1948 fu ripristinato un servizio ferroviario regolare. Il fabbricato viaggiatori fu ricostruito in forma sostanzialmente modificata e ampliata; l’edificio sul marciapiede centrale fu dotato, tra l’altro, di una torre di controllo. Nel 1965, sul lato italiano, il sistema di alimentazione elettrica fu convertito a corrente continua (3 kV). Negli anni Ottanta si verificarono ulteriori trasformazioni significative, con la costruzione di nuovi edifici da parte delle Ferrovie dello Stato.

### Adesione all'area Schengen
Alla fine del XX secolo, la necessità di spazio nel fabbricato viaggiatori si ridusse notevolmente. Dopo la costruzione dell’autostrada del Brennero, il traffico merci si spostò progressivamente su strada; la fine della Guerra Fredda determinò un diminuire dell’interesse militare per il confine nord dell’Italia. L’adesione dell’Austria all’Unione Europea nel 1995 comportò l’eliminazione dei dazi doganali e grazie all’accordo di Schengen, nel 1998 furono aboliti anche i controlli alle frontiere. Di conseguenza, gran parte del fabbricato viaggiatori è oggi inutilizzato.

## Strutture e impianti

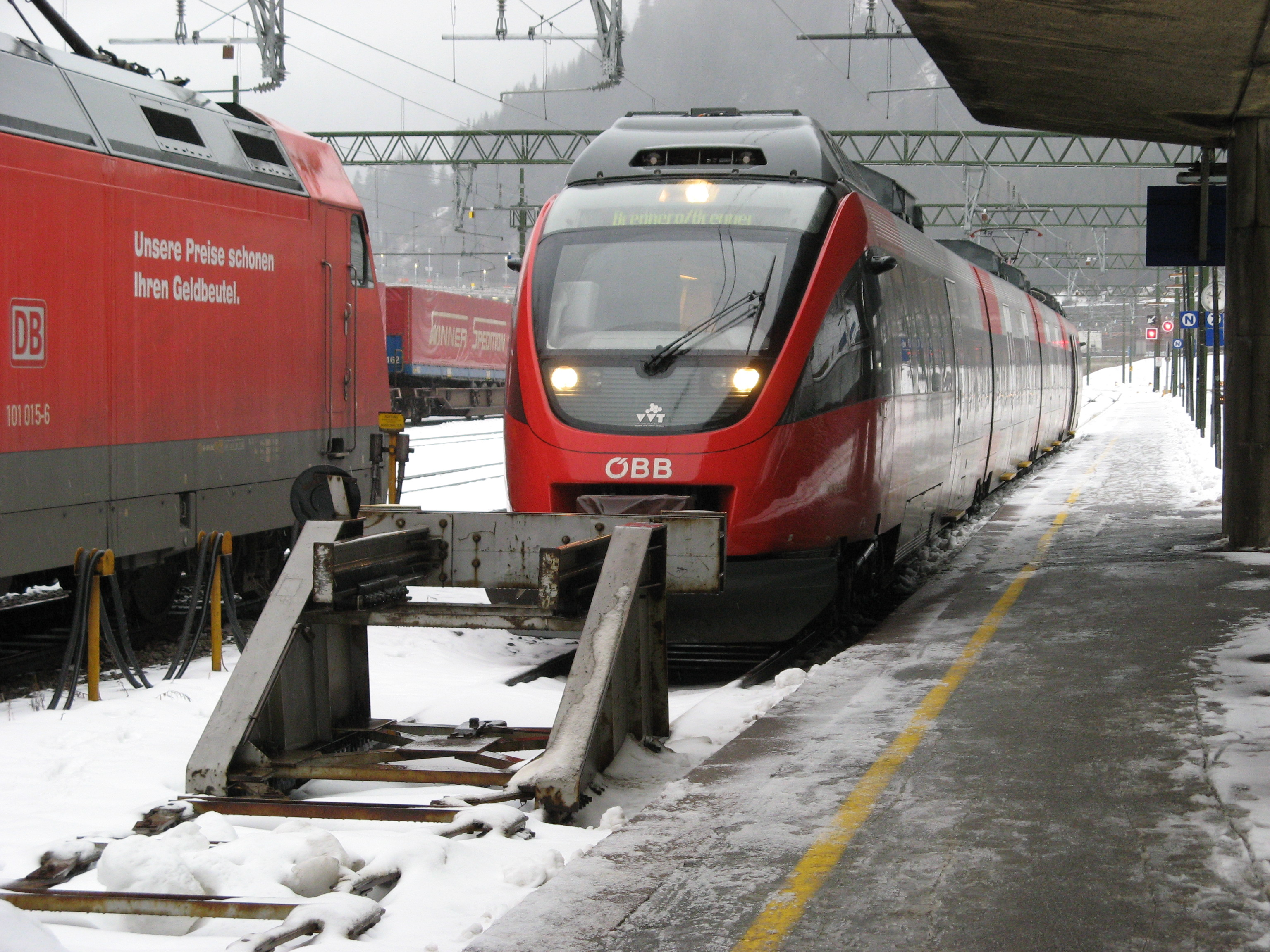
Treno regionale della ÖBB

Dell’impianto originario inaugurato nel 1867 si sono conservate unicamente la torre dell’acqua e la rimessa locomotive. Il fabbricato viaggiatori progettato da Mazzoni ha perso parte del suo valore architettonico a seguito della ricostruzione avvenuta dopo la Seconda guerra mondiale. Si tratta di un edificio relativamente imponente, costruito in granito e porfido, con porticati rivolti sia verso la strada che verso i binari. Anche l’edificio situato tra i binari di transito, caratterizzato da pilastri cilindrici, rivestimenti in marmo di Lasa e inserti in granito rosa, ha subito rilevanti modifiche. Tutti gli edifici menzionati sono sottoposti a tutela come beni culturali dal 2004.
Il fascio binari è composto da 12 binari più 4 tronchi. I binari adibiti a servizio viaggiatori sono: 1-6-7-8-9-N-S. Il binario N è un tronco lato nord, con marciapiede posto sul prolungamento del 7; il binario S è un tronco lato sud, con marciapiede posto sul prolungamento del 6. Gli altri 7 passanti e 2 tronchi presenti ai lati dei 2 tronchi passeggeri, servono ai merci, e alla sosta di locomotive quando si effettua il cambio trazione per i convogli che varcano il confine. Tutti i binari sono collegati da un sottopassaggio pedonale.

## Movimento
Con l’elettrificazione della ferrovia del Brennero negli anni Venti del Novecento, realizzata con due sistemi di alimentazione diversi — a corrente alternata in Austria e a corrente trifase in Italia — la stazione del Brennero, da semplice stazione intermedia, si trasformò di fatto in una doppia stazione di testa. Il punto di separazione tra i due sistemi (detto "punto di cambio tensione") poteva essere superato senza cambio di locomotiva solo da un particolare modello della ferrovia austriaca ÖBB, la serie 1822, costruita appositamente per i cosiddetti “treni corridoio”.
Ancora oggi molti treni, sia passeggeri sia merci, devono effettuare al Brennero un cambio di locomotiva oppure vi terminano la corsa. Per questo motivo, la stazione continua a rivestire un ruolo cruciale nel traffico ferroviario transfrontaliero. Tuttavia, con il completamento della galleria di base del Brennero — attualmente in costruzione — una parte significativa del traffico ferroviario sarà deviata sotto la montagna, riducendo notevolmente il transito attraverso il valico tradizionale.
Il Brennero è attualmente servito da treni internazionali a lunga percorrenza, come gli EuroCity e i Railjet, che collegano Germania, Austria e Italia. Per il traffico locale, la stazione è servita regolarmente da treni regionali delle ÖBB (linea S3 della S-Bahn del Tirolo), di Trenitalia e della SAD. Dal 2013, grazie all’introduzione di elettrotreni policorrente Stadler Flirt, è possibile viaggiare senza interruzioni tra Innsbruck e Bolzano.
Infine, la stazione funge anche da nodo intermodale per il trasporto pubblico, grazie alla presenza di collegamenti autobus regionali sia italiani che austriaci.
Dal Brennero partono numerosi treni regionali per l'Austria, servizio svolto dalle ÖBB. La linea principale è la Brennero–Innsbruck.
Il servizio è svolto dai treni Talent 4024, Bombardier.

## Servizi
La stazione dispone di:
- Biglietteria
- Ascensore
- Accessibilità per portatori di handicap
- Capolinea autolinee
- Sottopassaggio
- Parcheggio
- Bar
- Servizi igienici
- Taxi

## Curiosità
- Essendo la stazione ferroviaria in servizio regolare della rete nazionale italiana gestita da RFI posta più a nord del paese, è sovente meta di "turismo ferroviario" da parte di molti appassionati.
- Lo scrittore Fabio Bertino, appassionato di viaggi, essendo Brennero come detto la stazione più settentrionale, la usò come punto di "partenza", per poi usando solamente i treni regionali, attraversò l'intera penisola italiana, raggiungendo la stazione siciliana di Pozzallo, che invece è la stazione di RFI più meridionale. L'intero viaggio, durato ben 4 mesi (come da lui stesso dichiarato[4]), è stato raccontato nel suo libro “Italia ad altra velocità. In viaggio dal Brennero alla Sicilia con i treni regionali”[5] edito da IBS.

## Galleria d'immagini

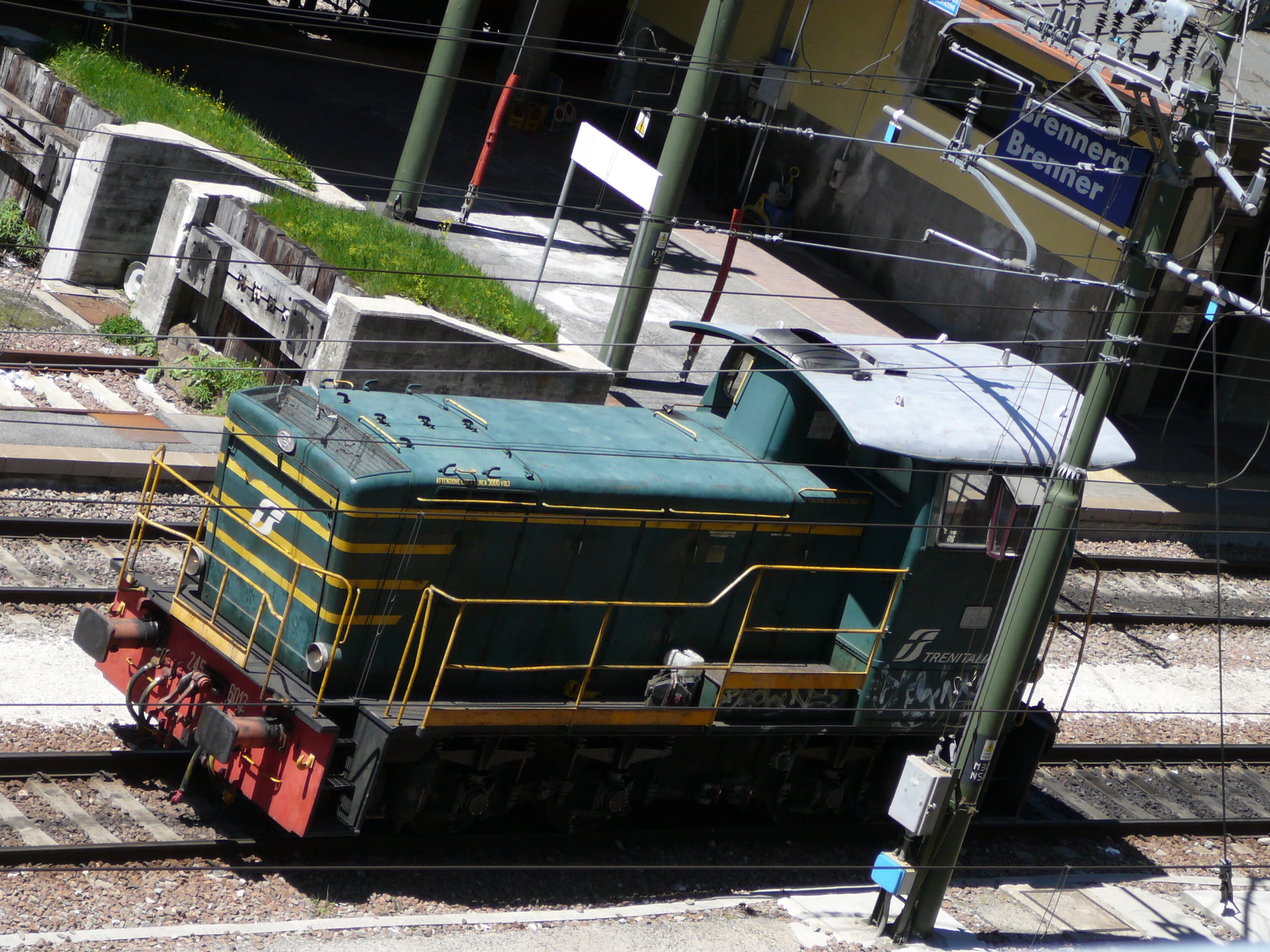
Locomotore FS 245 alla stazione di Brennero
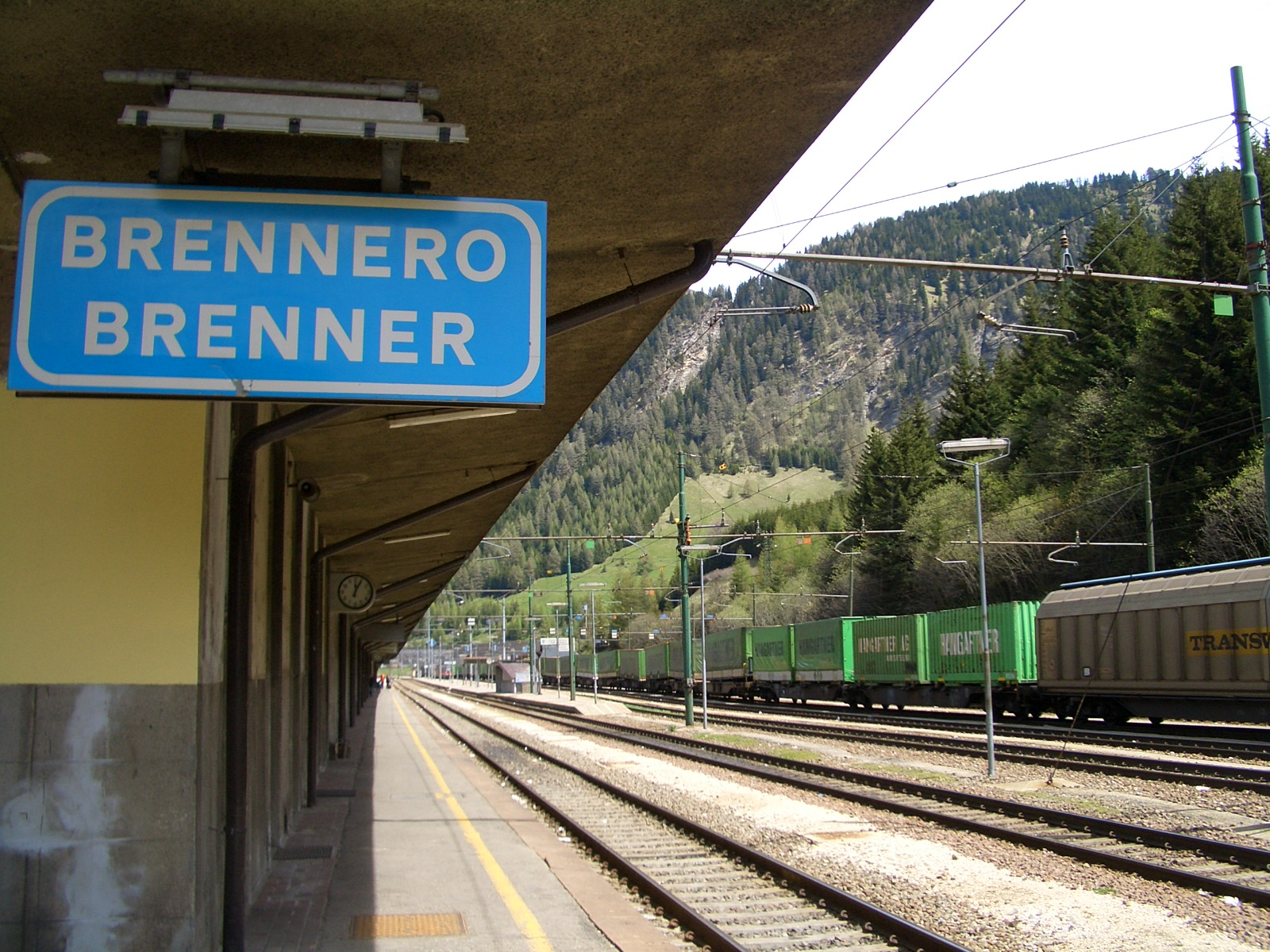
Il fascio binari
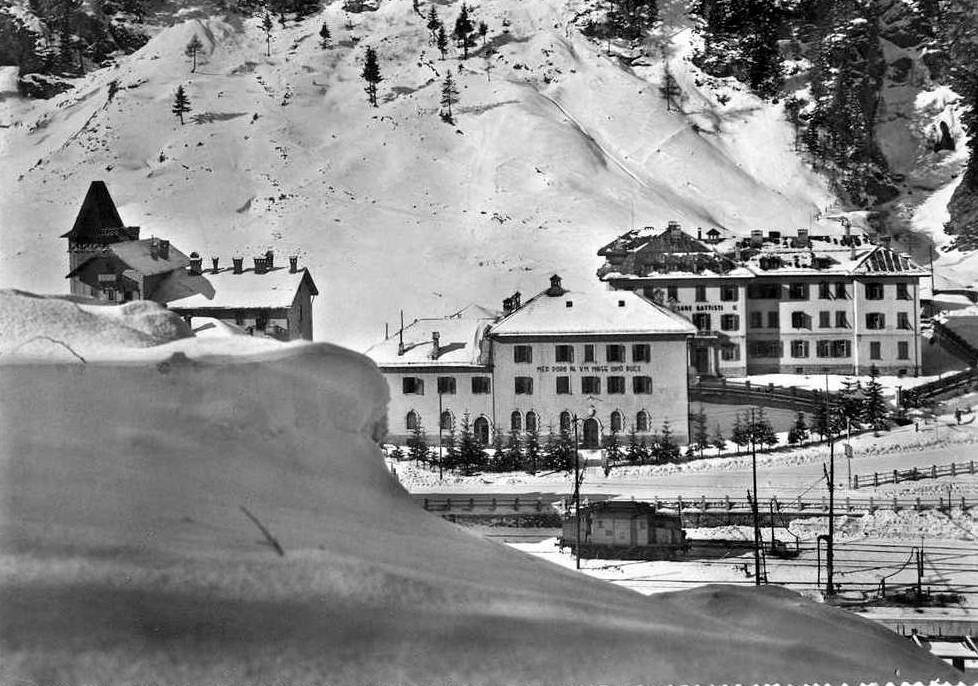
Veduta della stazione
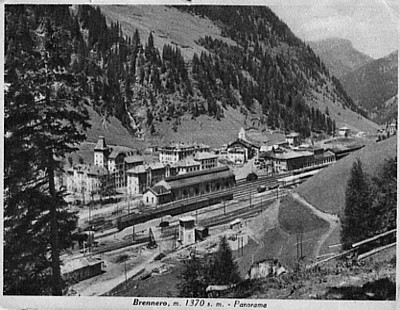
Brennero nel 1939
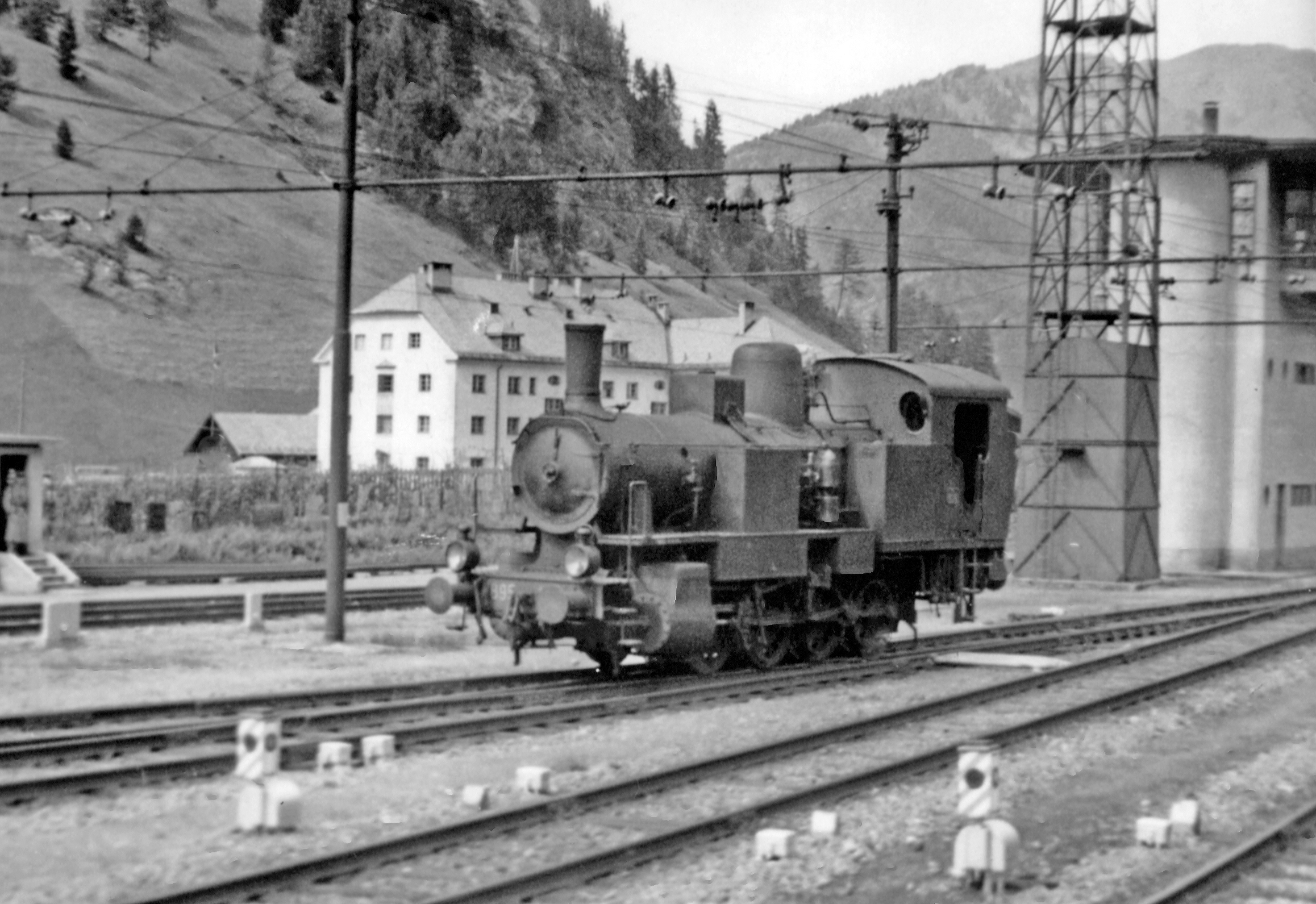
Locomotiva a vapore FS alla stazione del Brennero (1954)